# 蘭方医学
蘭方医学（らんぽういがく）とは、主に長崎出島のオランダ商館医（医師）などを介して、江戸時代の日本に伝えられた医学。紅毛流医学（こうもうりゅういがく）や紅毛流外科と呼ばれる場合もある。

## 鎖国から開国までの時期
江戸幕府の鎖国政策の結果として、1641年に誕生した出島オランダ商館には、歴代合わせて63名の医師が駐在した。彼らは、商館長以下、商館員の診察や治療に当たった他、長崎奉行の許可を得て、限定的ながら日本人患者の診断を行ったり、日本人医師との医学的交流を行ったりしていた。
外科的疾患に対する漢方医学の治療法と比較して、蘭方医学のそれの方が優れていると評価されていた。当初は骨折や傷の手当てを中心とした治療が多かったが、17世紀中頃から体液病理学や数々の薬方が紹介され、写本及び版本として広く普及していた。

### 西洋人医師
代表的な西洋人医師としては「カスパル流外科」の元祖カスパル・シャムベルゲル（Caspar Schamberger、1623-1704年）、ヘルマヌス・カツ (Herman Katz) 、ダニエル・ブッシュ（Daniel Busch）、エンゲルベルト・ケンペル（Engelbert Kaempfer、1651-1716年）、カール・ペーテル・ツュンベリー（Carl Peter Thunberg、1743-1828）、フィリップ・フランツ・フォン・シーボルト　（Philipp Franz von Siebold、1796-1866年）や幕末期に日本での種痘成功に一役買ったオットー・モーニッケ （Otto Mohnike、1814-1887年）が挙げられる。

### 日本人医師
オランダ商館医と日本人医師との交流の場は、出島、もしくは商館長に随行して江戸を訪れた際の蘭人宿舎（長崎屋）に限定されたが、それでも彼らの医学的知識は、オランダ語の解剖学や外科学の書物とともに、日本の医学に大きな影響を与えた。
まず、オランダ商館医と日本人医師との交流の仲介にあたったオランダ通詞を祖とする、オランダ流外科が成立した。前述の「カスパル流外科」を実際に流派として確立したとされる猪股伝兵衛もカスパルの通詞であった。西玄甫（1636-1684年）を祖とする西流、楢林鎮山を祖とする「楢林流外科」と吉雄耕牛を祖とする「吉雄流外科」が行われる。

### 翻訳医学書の影響
続いて、杉田玄白らによる『解体新書』の翻訳を機に、蘭方医学への関心が急速に高まった。また、宇田川玄随がヨハネス・ダ・ゴルテルの医学書を訳した『内科選要』（『西説内科撰要』）の刊行も、従来外科のみに留まっていた蘭方医学への関心を、内科などの他分野にも拡大させたという点で『解体新書』に匹敵する影響を与えた。かくして蘭方医学は一大流派となるが、日本の医学界全般を見れば、まだまだ漢方医学の方が圧倒的であった。江戸市中では、漢方医が2万人いた中、蘭方医は4分の1の5千人である。また、外科手術をはじめとする臨床医学に関する知識の教育は、シーボルトの来日によって初めて行われている。
開国後の安政4年（1857年）、江戸幕府は長崎海軍伝習所の医学教師としてヨハネス・ポンペ・ファン・メーデルフォールトを招聘した。これ以降、日本でも自然科学を土台にする体系的な近代医学教育が行われ、4年後には蘭方専門の医療機関である長崎養生所創設に至る。こうして、蘭方医学は鎖国中の近代日本における西洋医学導入の先鞭を果たすこととなった。

## 主な蘭方医
- 靑地林宗[2][3]
- 足立長雋[4][5]
- 足立寛[6]
- 伊古田純道
- 石井兼道
- 石井宗謙
- 石黒忠悳
- 石坂賢壮
- 石坂桑亀
- 廣田憲寛